# Wereldkampioenschap volleybal vrouwen 2018 (kwalificatie AVC)
Deze pagina beschrijft het kwalificatieproces voor het Wereldkampioenschap volleybal dat zal worden gehouden in Japan.  Vijftien landen  strijden om 4 plaatsen in het eindtoernooi

## Eerste Ronde
De groepswinnaar plaatste zich voor de laatste Ronde.
- Locatie:  Male Malediven
- Data: 27-29 januari 2017

|      |           |     | Wedstrijden | Wedstrijden | Sets | Sets | Sets |
| Rank | Team      | Pts | W           | L           | W    | L    |      |
| ---- | --------- | --- | ----------- | ----------- | ---- | ---- | ---- |
| 1    | Iran      | 9   | 2           | 0           | 6    | 0    |      |
| 2    | Nepal     | 3   | 1           | 1           | 3    | 3    |      |
| 3    | Malediven | 0   | 0           | 2           | 0    | 6    |      |

## Laatste Ronde
De Nummers 1 en 2 van elke groep plaatsten zich voor het WK in Japan.

### Groep A
- Locatie:  Kazachstan
- Data: 20-24 september 2017

|      |            |     | Wedstrijden | Wedstrijden | Sets | Sets | Sets |
| Rank | Team       | Pts | W           | L           | W    | L    |      |
| ---- | ---------- | --- | ----------- | ----------- | ---- | ---- | ---- |
| 1    | China      | 0   | 0           | 0           | 0    | 0    |      |
| 2    | Kazachstan | 0   | 0           | 0           | 0    | 0    |      |
| 3    | TPE        | 0   | 0           | 0           | 0    | 0    |      |
| 4    | Australië  | 0   | 0           | 0           | 0    | 0    |      |
| 5    | Fiji       | 0   | 0           | 0           | 0    | 0    |      |

### Groep B
- Locatie:  Thailand
- Data: 20-24 september 2017

|      |             |     | Wedstrijden | Wedstrijden | Sets | Sets | Sets |
| Rank | Team        | Pts | W           | L           | W    | L    |      |
| ---- | ----------- | --- | ----------- | ----------- | ---- | ---- | ---- |
| 1    | Zuid-Korea  | 0   | 0           | 0           | 0    | 0    |      |
| 2    | Thailand    | 0   | 0           | 0           | 0    | 0    |      |
| 3    | Vietnam     | 0   | 0           | 0           | 0    | 0    |      |
| 4    | Iran        | 0   | 0           | 0           | 0    | 0    |      |
| 5    | Noord-Korea | 0   | 0           | 0           | 0    | 0    |      |